# I Need a Haircut
Albums de Biz Markie
The Biz Never Sleeps
(1989) All Samples Cleared!
(1993)
Singles
1. What Comes Around Goes Around
Sortie : 1991

I Need a Haircut est le troisième album studio de Biz Markie, sorti le 27 août 1991.
L'album s'est classé 44e au Top R&B/Hip-Hop Albums et 113e au Billboard 200.
Cet album n'a pas connu un grand succès mais il a changé de façon retentissante l'industrie du hip-hop avec le titre Alone Again. En effet, dans ce morceau Biz Markie a utilisé, sans autorisation, un sample d'Alone Again de Gilbert O'Sullivan. Ce dernier a poursuivi le rappeur et le tribunal qui a jugé cette affaire ((en) Grand Upright Music, Ltd. v. Warner Bros. Records Inc.) a ordonné aux défenseurs d'empêcher la violation des droits d'auteur et a engagé une procédure pénale. Le jugement final a exigé que tout « prélèvement » de musique devait être approuvé au préalable par les détenteurs du copyright d'origine afin d'éviter tout procès. Biz Markie se moquera de cette affaire dans son album suivant intitulé All Samples Cleared!.
Le vinyle original de Gilbert O'Sullivan samplé par Biz Markie se trouve encore aujourd'hui à la Médiathèque Musicale de Paris. Biz Markie y avait samplé le morceau Alone Again (Naturally) lors de vacances à Paris en 1991, alors qu'il préparait son album I Need a Haircut. La Médiathèque musicale de Paris était alors appréciée par les artistes de hip hop français et américains pour son immense fonds de vinyles accessibles en libre-service.

## Liste des titres
| No  | Titre                         | Contient un (des) sample(s) de                                                                      | Durée |
| --- | ----------------------------- | --------------------------------------------------------------------------------------------------- | ----- |
| 1.  | To My Boys                    | | 5:10  |
| 2.  | Road Block                    | American Woman de The Guess Who Think (About It) de Lyn Collins Listen and You'll See des Crusaders | 3:56  |
| 3.  | Let Go My Eggo                | Louie by Allen Toussaint                                                                            | 3:54  |
| 4.  | What Comes Around Goes Around | A Feeling Is des Emotions                                                                           | 4:05  |
| 5.  | Romeo and Juliet              | Don't You Want to Stay de Bill Withers                                                              | 3:42  |
| 6.  | Toilet Stool Rap              | | 2:34  |
| 7.  | Busy Doing Nuthin'            | | 3:53  |
| 8.  | I Told You                    | Get Thy Bearings de Donovan                                                                         | 3:55  |
| 9.  | Buck Wild                     | You Mother You de James Brown                                                                       | 4:31  |
| 10. | Kung Fu                       | Sweet Soul Sister de Quincy Jones                                                                   | 5:00  |
| 11. | Take it from the Top          | Outside Love de Brethren                                                                            | 6:44  |
| 12. | Alone Again                   | Alone Again (Naturally) de Gilbert O'Sullivan Impeach the President des Honey Drippers              |       |
| 13. | On and On                     | Morning Sickness de Larry Coryell                                                                   | 2:38  |